# فيليمير فيديتش
فيليمير فيديتش مواليد 12 أبريل 1979 في جمهورية يوغوسلافيا الاشتراكية الاتحادية، هو لاعب كرة قدم بوسني. يلعب كمدافع. مثّل منتخب البوسنة والهرسك لكرة القدم.

## المسيرة الاحترافية

### أندية لعب لها
- نادي سلوبودا توزلا
- زرينيسكي موستار
- نادي شيروكي برييغ
- نادي جيلينا
- نادي رادنيتشكي سبليت

## روابط خارجية
- فيليمير فيديتش على موقع قاعدة بيانات كرة القدم.إي يو (الإنجليزية)
- فيليمير فيديتش على موقع ناشيونال فوتبول تيمز (الإنجليزية)